# Бусов (гірський хребет)
Бусов (Busov) — гірський масив в Словаччині; геоморфологічна підодиниця масиву Низькі Бескиди. Найвища точка — 1002 метрів (однойменна гора).. Місце розташування — Пряшівський край.